# Санта-Марія-сопра-Мінерва

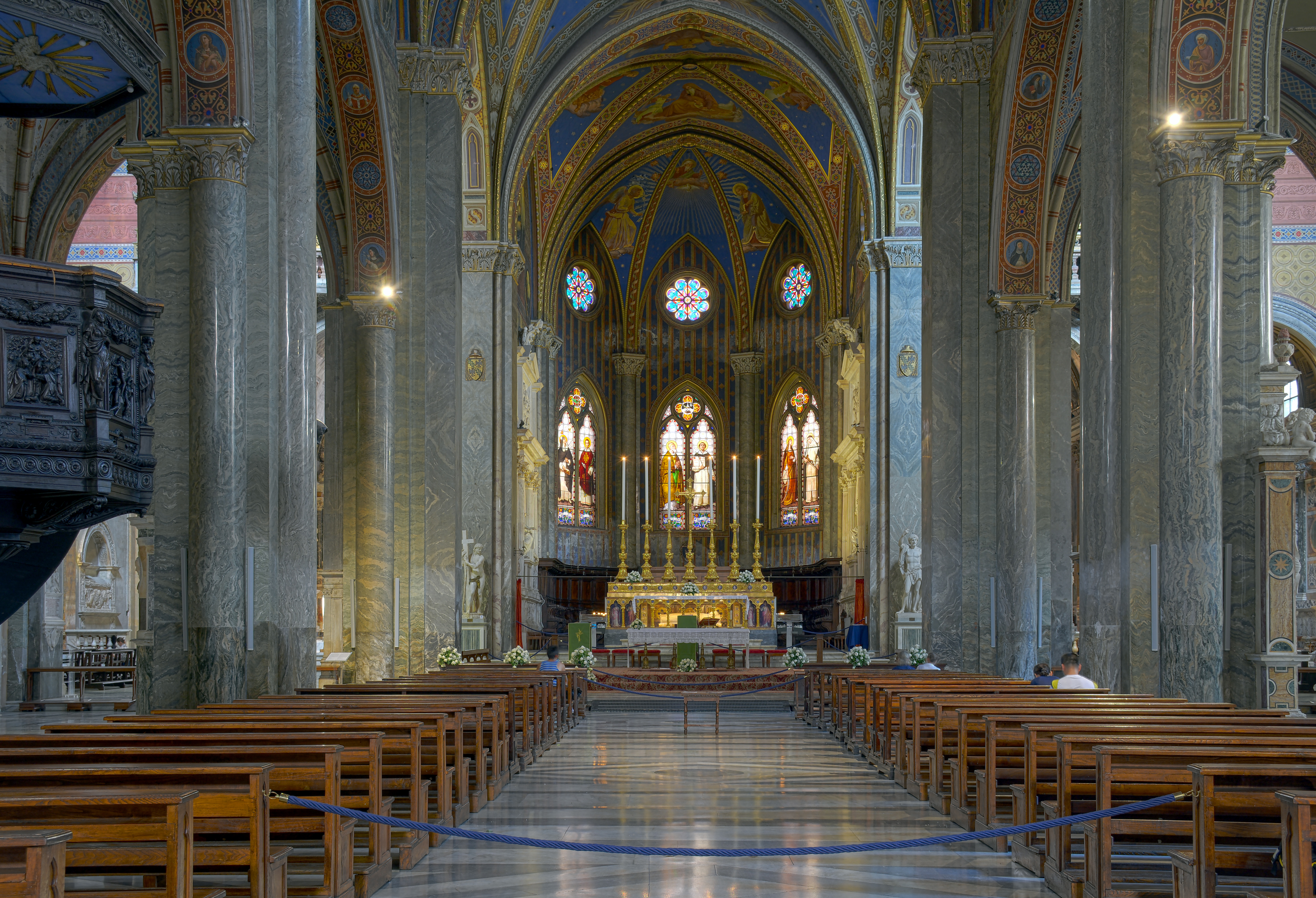
Інтер'єр церкви

Санта-Марія-сопра-Мінерва («Свята Марія над Мінервою») — єдина готична церква Риму. Знаходиться поблизу Пантеону на місці античного храму Мінерви. За малопримітним фасадом ховається просторий і розкішний інтер'єр домініканського храму Риму — значною мірою результат поновлень зроблених в XIX столітті.

## Історія
Руїни храму Мінерви, побудованого на Марсовому полі Помпеєм в I ст. до н. е. зберігалися до VIII століття, коли папа Захарій дав цю ділянку грецьким ченцям. У XIII столітті їх місце зайняли домініканці, які й звели існуючу церкву у 1280—1370 рр. І будівельники та парафіяни храму були флорентійцями. У 1380 тут померла і була похована Свята Катерина Сієнська. У цій церкві (або біля неї) збиралися комісії з питань зречення єретиків і проводилися самі ритуали зречення. Зокрема, саме тут зрікалися своїх «помилок» Галілей і граф Каліостро.
Серед безлічі інших тосканців, які знайшли свій останній притулок у головній флорентійські церкві Риму, — папи Павло IV, Урбан VII, Лев X і Климент VII, а також художник Фра Анджеліко. Двічі тут проводилися конклави, в 1431 і 1447. У XVII столітті Карло Мадерно надав фасаду бароковий вигляд, а в XIX столітті була почата масштабна реставрація. Серед художніх скарбів церкви — капела Карафа з розписом Філіппіно Ліппі, барочна капела Альдобрандіні і статуя Христа Воскреслого (лат. Cristo Redentore) (1521, робота Мікеланджело).
Відразу перед храмом стоїть мармуровий слон, на якого Берніні поставив у 1667 році невеликий єгипетський обеліск. На ідею обеліска із слоном надихнула Берніні гравюра із популярного роману часів Відродження (1499) — Гіпнеротомахія Поліфіла.

## Титулярна церква
Церква Санта Марія сопра Мінерва є титулярною церквою з 1896 року, кардиналом-священиком з титулом церкви Санта Марія сопра Мінерва з 2018 року є португальський кардинал Антоніо дос Сантос Марто.